# Источни Кејп
Источни Кејп (енгл. Eastern Cape) је покрајина на југу Јужноафричке Републике. Главни град је Бишо. Већина становништва говори језик Коcа, а знатан је и број говорника африканерског језика.